# Папуаси

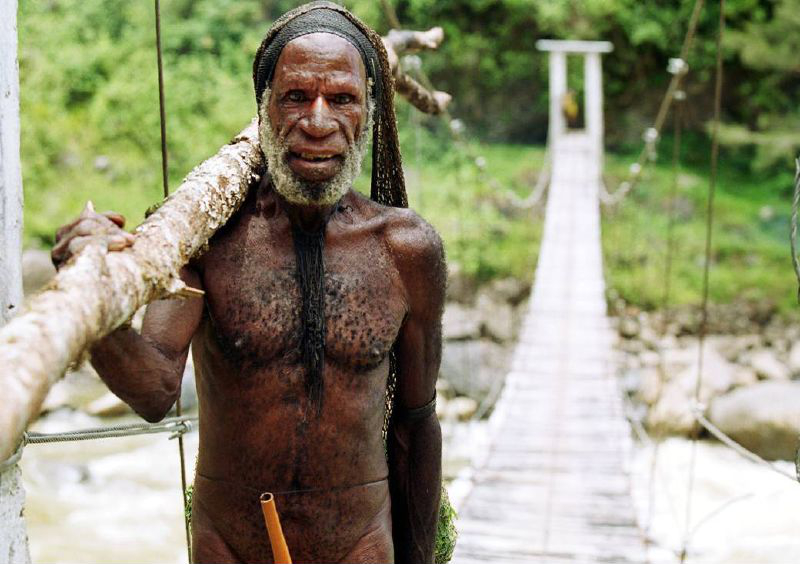
Папуас

Папуаси — одне з найдавніших населень острова Нова Гвінея та деяких районів Індонезії. Основне населення держави Папуа Нова Гвінея.
За антропологічним типом папуаси близькі до меланезійців, але відрізняються від них мовою. Не всі папуаські мови споріднені між собою. Загальнонаціональною мовою папуасів є креольська мова на англійській основі.
Більшість папуасів дотримується національних вірувань. Офіційно ж поширене християнство, у більшості сіл є церкви.

## Область розселення

Область розселення папуасів

Основна зона розселення папуасів — острів Нова Гвінея, східна частина якого — самостійна держава Папуа Нова Гвінея (включає архіпелаг Бісмарка і острів Бугенвіль), а західна входить до складу Індонезії (Папуа). Частково живуть на островах Алор, Тимор, Хальмахера (наприклад, народ галела) і в Меланезії.
За різними даними народів і мов налічується від 300 до 800, адже думки різних фахівців розбігаються, оскільки встановлення різниці між окремою мовою і діалектом являє собою значну проблему.
Деякі дрібні племена налічують менше 100 чоловік. Найбільші народності (чисельність в тисячах): чімбу (250), енга (195), гимба (142), медлпа (101), кама (64), хулі (90), екарі (канаукі) (100), анга (55), умбу-унгу (47), вахгі (66), кева (56), дані (дугул-дані), хвангона, асмат (61), бенабен (17), марінда-анім (8), абелам (10), насіоп (10), бонкін (10), буін (18). Загальне населення Папуа Нової Гвінеї — 6 057 263 чол. (2009).

## Політичний стан
З 1884 по 1920 рік папуаси знаходилися в колоніальній залежності від Німеччини (Земля імператора Вільгельма). З 1920 року ця частина знаходилася під управлінням Австралії. Південно-східна частина з 1884 по 1888 рік була під протекторатом Великої Британії, потім колонією, в 1905 році передана під управління Австралії. У 1949 році обидві частини передані під опіку Австралії. У 1975 році східна частина (Папуа Нова Гвінея) стала незалежною державою.

## Походження
Більшість учених визнають, що австралоїдні народи заселяли в давнину більш великий ареал і були поступово витіснені монголоїдними. Вважається, що Нова Гвінея заселена 20-25 тис. років тому. 5 тис. років тому в цей регіон проникли меланезійські племена. За расовим типом ці дві групи народів близькі, але за мовою та культурою — ні.

## Мови
За різними даними кількість папуаських мов становить від 750 до 1000. Загальна кількість мовців понад 4,6 млн. Їх генетична спорідненість не доведена.

## Побут та традиційні заняття
Основне заняття — ручне землеробство тропічного поясу. Другорядні — полювання і збиральництво. Важливу роль відіграє свинарство. Головні культури — кокос, банан, таро, ямс.
В даний час, в силу європейського впливу, папуаси зайняті в гірничій промисловості, працюють водіями, продавцями, клерками. Формується шар підприємців, фермерів. 50% населення зайняті в натуральному господарстві.
Села папуасів — по 100–150 чол., бувають компактними і розкиданими. Іноді це — один довгий будинок до 200 м. Сім'я має 5-6 ділянок землі в різних стадіях дозрівання. Кожен день прополює одну ділянку, а на іншому збирається врожай. Урожай тримають на корені, забираючи продуктів на 1 день. Праця спільна.
В кожному селі важливим місцем є буамбрамра — громадський будинок.
Знаряддя праці:
- сокира — виготовляється з агата, кременю або раковини трідакни;
- донган — гостра заточена кістка, її носять на руці, заткнувши за браслет, нею ріжуть плоди;
- бамбуковий ніж — ріже м'ясо, плоди, міцніший за донган.

Зброя:
- хагда — метальний спис, 2 м завдовжки, з твердого важкого дерева;
- сервару — більш легкий спис з бамбуковим наконечником, який зазвичай ламається і залишається в рані, прикрашене пір'ям і хутром;
- араль — лук, 2 м завдовжки;
- араль-ге — стріла, 1 м завдовжки, з дерев'яним наконечником;
- палом — стріла з широким бамбуковим наконечником, небезпечніша;
- саран — стріла на рибу;
- юр — метальний спис з декількома вістрями;
- палиці і щити.

Одяг папуасів складалася з пояса, у чоловіків червоного, у жінок — з червоною та чорною смугами. Браслети носили на руці (сагю) і на ногах (самба-сагю). Крім цього прикрашали тіло протягнутими в отвори предметами, кекее (в носі) і буль (в роті). З речей використовувалися мішки, ямбі і гун — маленькі, для тютюну і дрібних предметів, їх носили на шиї, і великий мішок на плечі. У жінок були свої, жіночі мішки (нангелі-ге). Пояси і сумки виготовляються з лубу або волокон різних дерев, відповідників назв яким в українській мові немає (тауві, маль-сель, яван-сель). З волокон дерева нуг-сель роблять мотузки, а з дерева бу-сель — якірні канати. Смола дерева гутур використовується, як клей.
Їжа папуасів в основному рослинна, але вживаються також свинина, м'ясо собак, курей, щурів, ящірок, жуки, молюски, риби.
Продукти: мункі — кокоси, мога — банани, деп — цукрова тростина, могар — боби, кенгар — горіхи, баум — саго, кеу — напій типу кави. Крім цих є ряд плодів, назви яких не мають аналога в українській мові — аян, бау, дегароль, аусь. Всі плоди, як правило, печуть або варять, в тому числі і банани.

## Духовна культура
Поширені фольклор, пісні, танці, міфи. Пісні і танці дуже прості. Спів називається мун, мелодія варіює дуже слабо.
Музичні інструменти (загальна назва — ай, так само називаються і свята, куди допускаються лише чоловіки):
- ай-кабраль — порожнистий бамбуковий ствол, 2 м завдовжки, в нього дують, кричать, виють;
- мункі-ай — шкаралупа кокоса, з двома отворами, в одне дмуть, інше затикають;
- халь-ай — труба з кореня, аналогічна попереднім;
- орлан-ай — ручка зі шнурками з висячими на них порожніми шкарлупами горіхів, струшують;
- окам — барабан.

Найбільше свято у папуасів — Сінг-Сінг.
Традиційні вірування папуасів близькі до австралійських і меланезійських. У марінд-анім побутує культ, близький австралійському, це тотемізм. Дема — тотемічний предок. Міфи в основному розповідають про подвиги напівтварин-напівлюдей. У них поширений таємний культ Майо, пов'язаний з ініціаціями. У інших папуасів культи вже відрізняються, в основному це — віра в різну магію, шкідливу, лікувальну, господарську. Термін «онім» означає чаклунство і отрута, і всяке лікувальне зілля. Онім вважається причиною всіх хвороб, бід і смерті, тому його бояться. Часто винуватцями бід вважають сусіднє плем'я.
Важливе значення відіграє культ предків і черепів. Папуаси виготовляють корвари — зображення предків (стилізовані людські фігури), в районі затоки Астролябії, де бував Миклухо-Маклай, мовою Бонга вони називаються телуми.
У папуасів добре розвинена різьба по дереву, вони роблять дуже складні орнаменти, якими прикрашають зброю та інші предмети.